# 김효선 (배우)
김효선(1983년 5월 6일 ~ )은 대한민국의 배우이다.

## 연기 활동

### 드라마
| 연도 | 방송사   | 제목                                        | 역할     | 비고     |
| ---- | -------- | ------------------------------------------- | -------- | -------- |
| 2002 | SBS      | 대망                                        | 매희     |          |
| 2003 | KBS1     | 무인시대                                    | 소랑     |          |
| 2004 | SBS      | 남자가 사랑할 때                            | 향숙     |          |
| 2005 | MBC      | 슬픈 연가                                   | 비서     |          |
| 2006 | KBS2     | 웃는 얼굴로 돌아보라                        | 김효선   |          |
| 2007 | KBS2     | KBS 드라마시티 네 고객의 여자를 탐하지 마라 | 은수     |          |
| 2008 | SBS      | 바람의 화원                                 | 설청     |          |
| 2011 | OCN      | 뱀파이어 검사                               | 이윤소   | 특별출연 |
| 2012 | SBS      | 신의                                        | 매희     |          |
| 2013 | KBS2     | 칼과 꽃                                     | 영해     |          |
| 2013 | JTBC     | 무정도시                                    | 김은수   |          |
| 2013 | MBC      | 내 손을 잡아                                | 고은하   |          |
| 2014 | MBC      | 전설의 마녀                                 | 박진희   |          |
| 2020 | 네이버TV | 3인칭 연애시점                              | 큐레이터 |          |
| 2022 | tvN      | 킬힐                                        | 안안나   |          |

### 영화
- 2003년 《내츄럴 시티》 ... 딸기 린다 역
- 2004년 《아라한 장풍 대작전》 ... 진행자 역
- 2005년 《주먹이 운다》 ... 쌍문동 효리 역
- 2006년 《괴물》 ... 간호사 역
- 2006년 《짝패》 ... 여비서 역
- 2007년 《마을금고 연쇄습격사건》 ... 수간호사 역
- 2008년 《하늘을 걷는 소년》 ... 피의자 역
- 2009년 《안녕, 마침내》 ... 선희 역
- 2012년 《열애》 ... 여자친구 역
- 2024년 《박정희: 경제대국을 꿈꾼 남자》 ... 육영수 여사 역

### 방송
- 2014년 TV조선 《이것은 실화다》 - 변호사 역

### 뮤직비디오
- 2006년 럼블피쉬 《아이고(I Go!)》 여자주인공 역